# Сеизмокардиографија
Сеизмокардиограм је метода у кардиологији којом се снимају срчане вибрација које се мере на људским грудима. Сеизмокардиограм садржи јасно дефинисане тачке повезане са срчаним циклусом које су повезане анализом симултаних СЦГ и М-моде и Доплер ехокардиограма. У одсуству срчаних обољења, сеизмокардиограм у мировању остаје стабилан током периода од најмање три месеца.

## Опште информације
Слично као што научници користе сеизмограф да би ухватили снагу и време земљотреса,  сеизмокардиографија омогућава хватање нискофреквентних вибрационих сигнала срца који се преносе кроз грудни кош. Ови сигнали дају непроцењиве информације о снази, времену и ритму срца, које се затим могу користити за процену срчане механичке функције пацијента, ниво кондиције или за дијагнозу знаке срчане болести. 
Ово је јединствена метода која се разликује од традиционалних метода за процену стања срца. На пример, електрокардиограм (ЕКГ) хвата само електрични сигнал срца и не дозвољава мерење механичке функције срца нити се може користити за процену стања коронарних крвних судова. Други уређаји, као што је ехокардиограм, могу показати физичко стање срца, али се ови уређаји могу користити само у медицинским центрима због величине и цене.
Сеизмокардиограм је карика која недостаје у дијагностици срчаних стања која пружа потпуни увид у то како срце функционише у облику који омогућава свакоме да сам процени своју срчану способност и проактивно проверава потенцијалне знакове срчане болести.
Постоји препознатљив нормалан сеизмокардиограм који је измењен хроничном дисфункцијом леве коморе, укључујући инфаркт миокарда и проширену кардиомиопатију. Вентрикуларни пејсинг производи реверзибилне промене у компоненти вентрикуларног систолног таласа сеизмокардиограма. Дакле, нормални сеизмокардиограм остаје стабилан током времена, али се мења током хроничних иреверзибилних и акутних реверзибилних промена контракције леве срчане коморе.